# Epirhyssa xoutha
Epirhyssa xoutha är en stekelart som beskrevs av Porter 1978. Epirhyssa xoutha ingår i släktet Epirhyssa och familjen brokparasitsteklar. Inga underarter finns listade i Catalogue of Life.